# Secqueville-en-Bessin
Secqueville-en-Bessin é uma ex-comuna francesa na região administrativa da Normandia, no departamento de Calvados. Estendeu-se por uma área de 7,14 km². Em 2010 a comuna tinha 355 habitantes (densidade: 49,7 hab./km²).
Em 1 de janeiro de 2016 foi fundida na comuna de Rots.